# Трефијуми (Парма)
Трефијуми је насеље у Италији у округу Парма, региону Емилија-Ромања.
Према процени из 2011. у насељу је живело 132 становника. Насеље се налази на надморској висини од 929 м.